# Tahchin
Tahchin (persiska: ته‌چین), även stavat tah chin, är en persisk pilaffrätt som innehåller ris, saffran, yoghurt, äggulor och kycklingfiléer.
Tahchin serveras uppstjälpt efter tillagning. Då har den en  gyllene, krispig tunn yta och en mjuk och saftig insida som doftar av saffran, yoghurt och kokt kyckling. Rätten lagas genom att förvällt ris blandas med en blandning av yoghurt, äggulor och saffran, samt förkokta kycklingbitar. Allt hälls sedan i en kastrull och lagas färdigt på svag värme med locket på. Rätten stjälps upp på ett fat före servering.

## Bilder

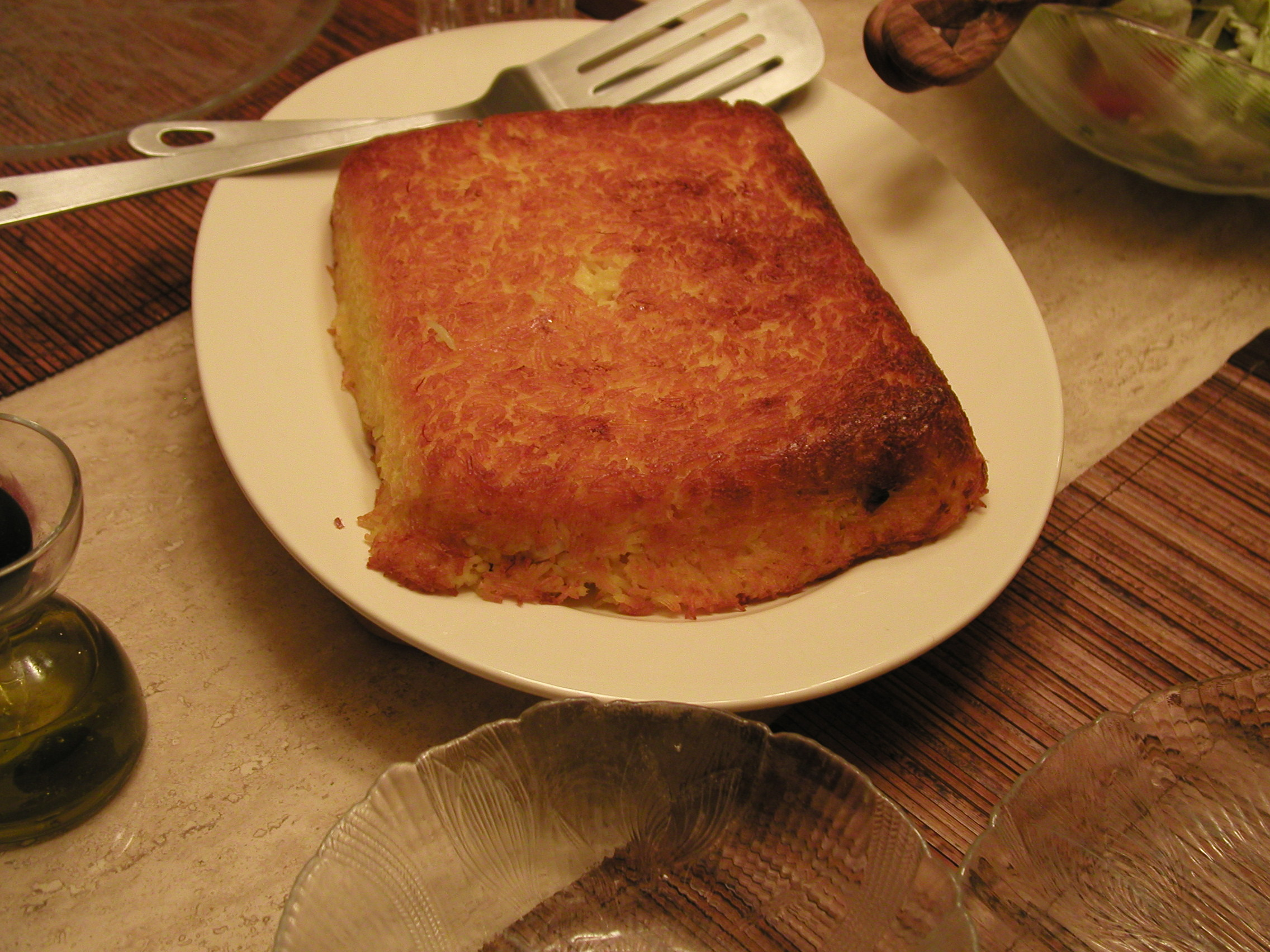
Tahchin
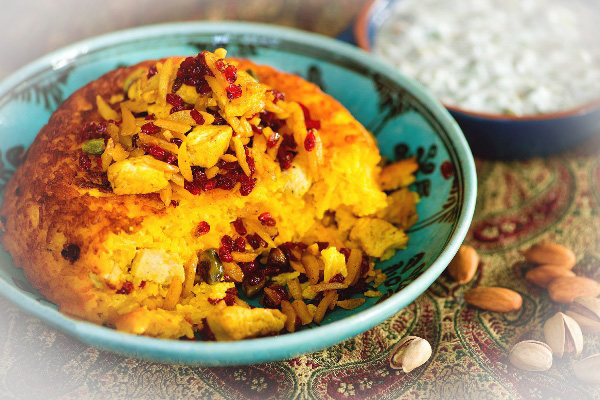
Tahchin med insidan synlig.
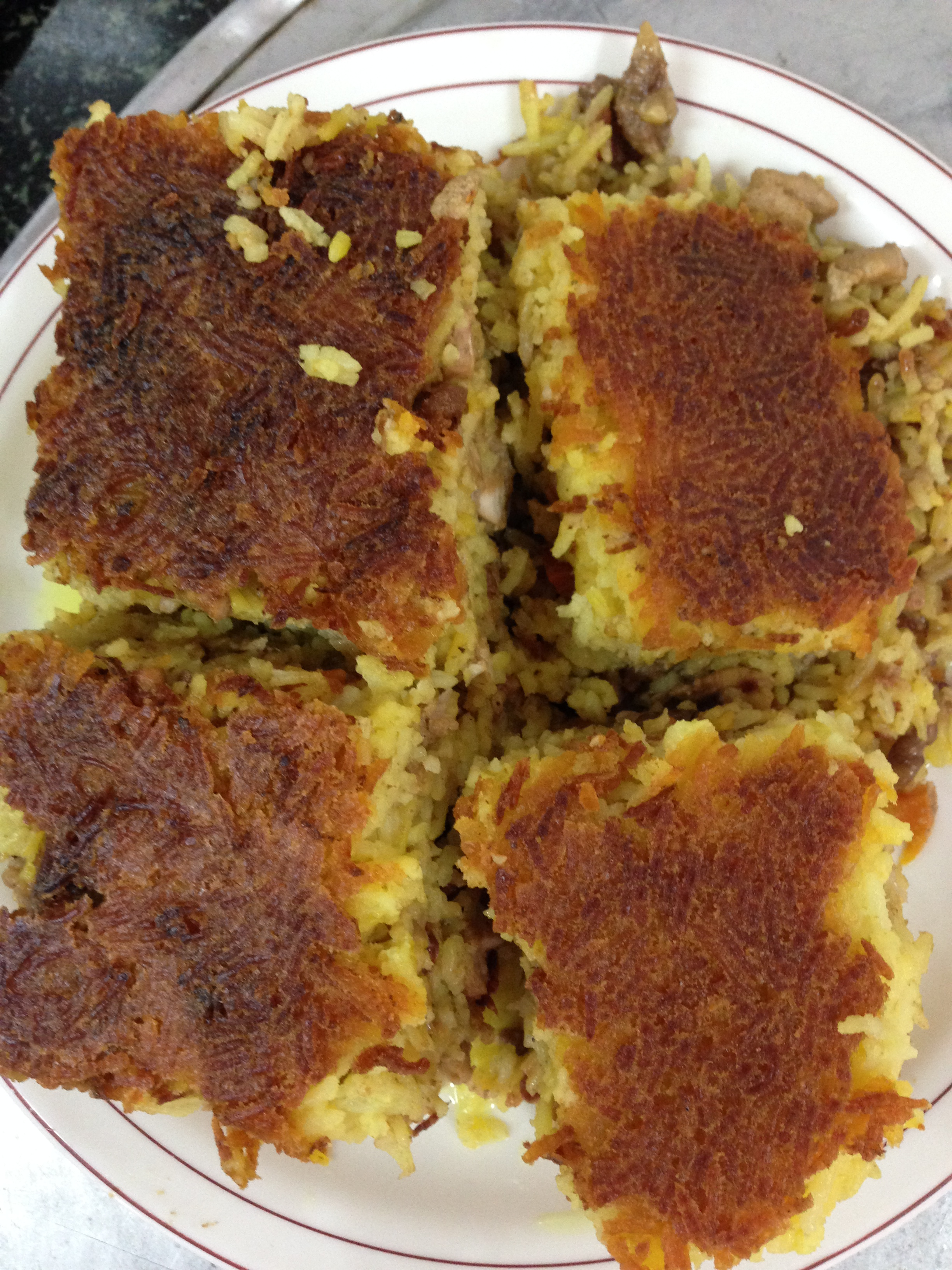
Tahchin delat i mindre bitar.